# Tychy Urbanowice
Tychy Urbanowice – nieczynny przystanek kolejowy w Tychach, w dzielnicy Urbanowice, w województwie śląskim, w Polsce. Przystanek został wyłączony z ruchu pasażerskiego w 2001 roku, a w 2007 została zdjęta sieć trakcyjna przechodząca przez stację i rozebrana całkowicie zniszczona wiata.